# ユニオン駅 (ドバイメトロ)
ユニオン駅（ - えき、الاتحاد アラビア語発音: [alitiħaːd] / Union）はアラブ首長国連邦ドバイにある、ドバイメトロの駅である。

## 沿革
ユニオン駅はアフマル線の初期開業区間（アッ・ラーシディーヤ - ナヒール・ハーバー&タワー間）開通と同時に2009年9月9日に開業した。2010年までアフマル線の初期開業7駅の途中駅として位置づけられていた。レッドライン初期区間開業後のちょうど2年後にアフダル線が接続した。

## 駅構造
アフマル線とアフダル線の乗換駅であるため、他の駅と比べて複雑な構造をしている。面積は25000平方メートルと、世界最大クラスの広さの地下駅である。両線とも相対式ホームを有している。

### のりば
案内上ののりば番号は両線共に設定されていない。
| ホーム                         | 路線                | 行先                                                       |
| アフマル線のりば               | アフマル線のりば    | アフマル線のりば                                           |
| ------------------------------ | ------------------- | ---------------------------------------------------------- |
| アッ・ラーシディーヤ方面のりば | ■レッドライン(上り) | 空港ターミナル1、空港ターミナル3、アッ・ラーシディーヤ方面 |
| UAEエクスチェンジ方面のりば    | ■レッドライン(下り) | ブルジュ・ハリーファ/ドバイ・モール・UAEエクスチェンジ方面 |
| アフダル線のりば               |                     |                                                            |
| エティサラット方面のりば       | ■アフダル線(上り)   | イスタード、イッティサラート方面                           |
| クリーク方面のりば             | ■アフダル線(下り)   | ブルジュマーン、アル・フール方面                           |

## 利用状況
開業して以来、1644万4千人以上の利用客がおり、ドバイで最も混雑した駅となっている。

## 駅周辺
ドバイの歴史的街区に位置し、ユニオン・スクエアの真下に駅がある。ドバイ・クリークの中心地に最も近い駅であり、そのため近隣に多数の領事館、ドバイ市政府ビル、アル・ジュバイルシティモール、マクトゥーム病院がある。

## 隣の駅
ドバイメトロ
■アフマル線
アッ・リッカ駅 (18) - アル・イッティハード駅 (19) - ブルジュマーン駅 (20)
■アフダル線
サラーフッディーン駅 (19) - アル・イッティハード駅 (20) - バニー・ヤース駅 (21)